# Velká kometa roku 1811

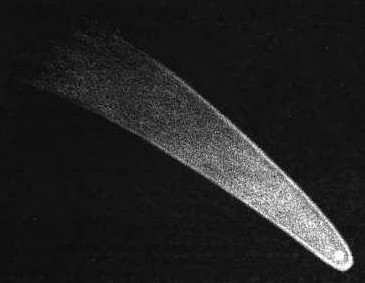
Velká kometa z roku 1811, jak ji načrtnul William Henry Smyth

Velká kometa z roku 1811, formálně označená jako C/1811 F1, je kometa, která byla viditelná pouhým okem po dobu asi 260 dní, což byla nejdelší zaznamenaná doba viditelnosti před kometou Hale-Bopp v roce 1997. Celková doba pozorování (dalekohledem) dosáhla 505 dní. Nejjasnější byla v říjnu 1811, kdy byla vzdálena 1,2 au od Země a od Slunce už se vzdalovala. V té době vykazovala zdánlivou hvězdnou velikost 0m, se snadno viditelnou komou.

## Objev
Kometu objevil 25. března 1811 Honoré Flaugergues ve vzdálenosti 2,7 au od Slunce v nyní již neexistujícím souhvězdí Loď Argo. Následně ji pozoroval 11. dubna také Jean-Louis Pons.
Provizorní dráhu vypočítal v červnu Johann Karl Burckhardt. Na základě jeho výpočtů Heinrich Wilhelm Olbers předpověděl, že se kometa ke konci roku stane extrémně jasnou.

## Pozorování

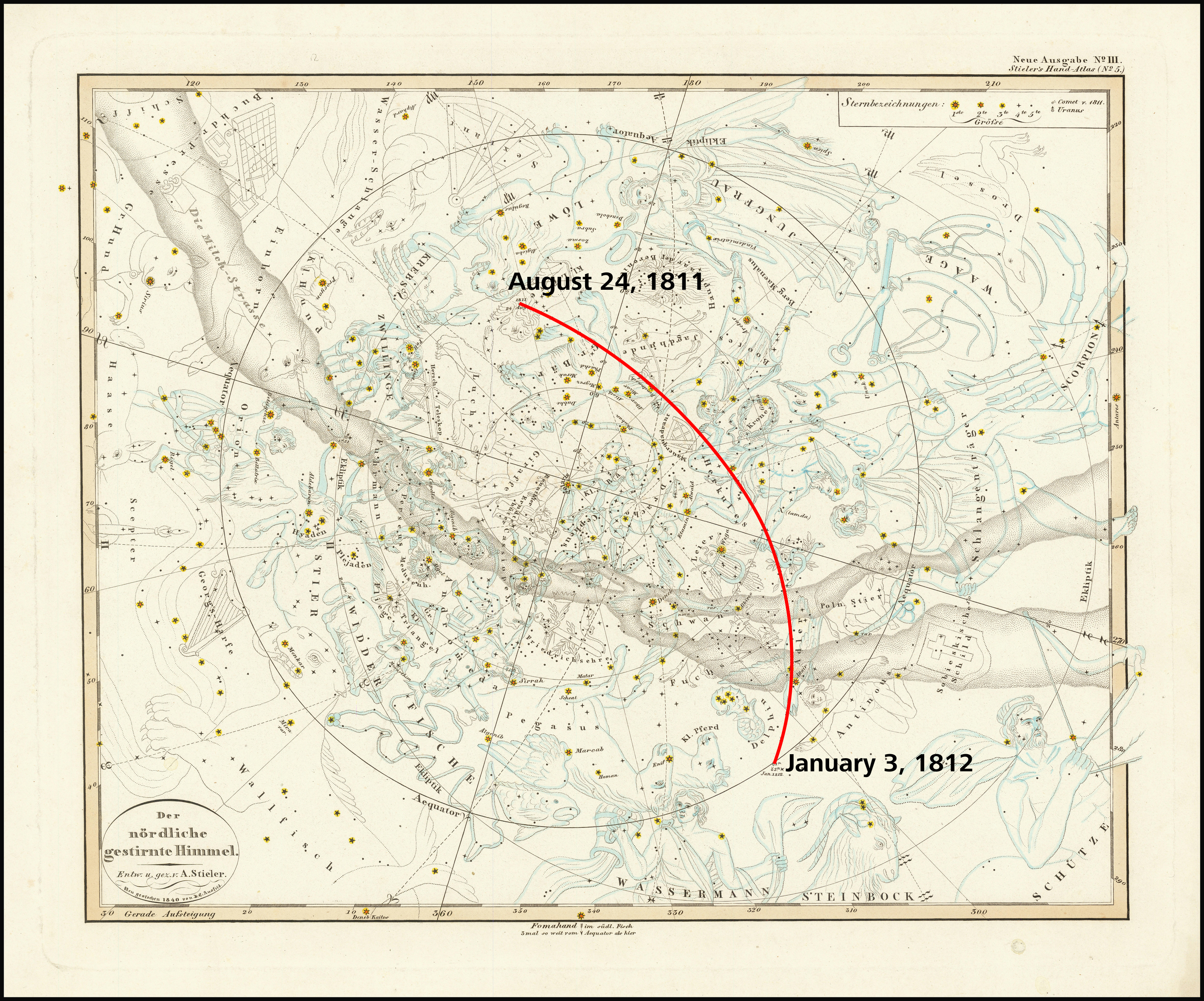
Mapa hvězdné oblohy z roku 1840 zobrazující trajektorii komety mezi srpnem 1811 a lednem 1812

Kometa se na obloze pohybovala od jihu k severu. Zpočátku pozorování komplikovala nízká výška nad obzorem a od června do července blízkost slunečního kotouče. Od srpna se podmínky zlepšovaly, protože kometa se blížila k perihéliu a zároveň k Zemi a přitom se na obloze vzdalovala od Slunce. Od září byla pozorovatelná jako výrazný objekt na večerní obloze v souhvězdí Velké medvědice.
Kometu pravidelně pozoroval britský astronom William Herschel. Mimo jiné zaznamenával změny vzhledu a velikosti ohonu, který podle jeho poznámek dosáhl délky at 25°. Prostým okem byla Velká kometa pozorovatelná do ledna 1812, poslední pozorování dalekohledem je z 12. srpna 1812, kdy měla zdánlivou velikost 11m.

## Vlastnosti
Odhaduje se, že Velká kometa z roku 1811 měla výjimečně velkou komu, dosahující průměru možná přes 1,5 milionu kilometrů, což by bylo více než průměr Slunce. Ohon komety pokrýval na obloze oblouk o délce až 25°. Průměr jádra komety byl později odhadnut na 30–40 km. Ke Slunci se Velká kometa nejvíce přiblížila 13. září 1811 na vzdálenost asi jedné astronomické jednotky.
V mnoha směrech je tato kometa podobná slavné kometě Hale-Bopp:
- má poměrně velké a aktivní jádro
- vysoký sklon oběžné dráhy k ekliptice
- byla dobře viditelná, aniž by se významně přiblížila k Zemi nebo Slunci
- oběžná doba je téměř 3000 let.